# Gotti (film, 2018)
A Gotti 2018-ban bemutatott amerikai bűnügyi életrajzi filmdráma, melyet Lem Dobbs és Leo Rossi forgatókönyve alapján Kevin Connolly rendezett. A főbb szerepekben John Travolta, Kelly Preston, Stacy Keach, Pruitt Taylor Vince, Spencer Lofranco és Victor Gojcaj látható.
Az Amerikai Egyesült Államokban 2018. június 15-én mutatta be a Vertical Entertainment. Magyarországon egy nappal hamarabb, június 14-én került mozikba a szinkronos változat a Big Bang Media forgalmazásában. A Gotti megbukott a jegypénztáraknál és lesújtó értékeléseket kapott a kritikusoktól is. A 39. Arany Málna-gálán összesen hat kategóriában jelölték Arany Málna díjra a filmet, beleértve a legrosszabb filmnek és a legrosszabb férfi főszereplőnek (Travolta) kategóriákat is.

## Cselekmény
A történet végigköveti John Gotti (Travolta) életét, aki három évtizede vezeti maffiafőnökként a New York-i Gambino bűnszervezetet, fiával, John Jr.-ral és hűséges feleségével, Victoriával (Preston) együtt.

## Szereplők
| Színész             | Szerep                            | Magyar hang            |
| ------------------- | --------------------------------- | ---------------------- |
| John Travolta       | John Gotti New York-i maffiafőnök | Csankó Zoltán          |
| Kelly Preston       | Victoria Gotti, Gotti felesége    | Tóth Enikő             |
| Stacy Keach         | Aniello Dellacroce                | Borbiczki Ferenc       |
| Pruitt Taylor Vince | Angelo Ruggiero                   | Törköly Levente        |
| Spencer Lofranco    | John Gotti Jr., Gotti fia         | Ember Márk             |
| William DeMeo       | Sammy Gravano                     | Horváth-Töreki Gergely |
| Leo Rossi           | Bartholomew "Bobby" Boriello      | Kerekes József         |
| Tyler Jon Olson     | Hydell                            | Stern Dániel           |
| Megan Leonard       | Kim Gotti, Gotti Jr. felesége     | Csuha Borbála          |
| Ashley Drew Fisher  | Victoria Gotti, Gotti lánya       | Laudon Andrea          |
| Lydia Hull          | Diane Giacalone                   | Vámos Mónika           |
| Chris Kerson        | Wilfred "Willie fiú" Johnson      | Sarádi Zsolt           |
| Chris Mulkey        | Frank DeCicco                     | Rosta Sándor           |
| Sal Rendino         | Vinny "Chin" Gigante              | Debreczeny Csaba       |

## A film készítése és bemutató
A filmet több évnyi előkészület előzte meg, melynek során számos lehetséges színész és rendező neve felmerült, többek között Barry Levinson és Al Pacino.
A forgatás 2016 júliusában kezdődött Cincinnatiban (Ohio), és 2017 februárjában fejeződött be Brooklynban. A filmet eredetileg 2017. december 15-én mutatták volna be az Egyesült Államokban, de két héttel azt megelőzően a Lionsgate visszaadta a filmvetítés jogát a producereknek és a stúdiónak, ezzel késleltetve a megjelenést. 2018 márciusában bejelentették, hogy a 2018. június 15-én, a Cannes-i Filmfesztiválon történő premiert követően a Vertical Entertainment és a MoviePass Ventures adja ki a filmet.
Végül 2018. június 15-én debütált az amerikai mozikban.

## Fogadtatás
A Gotti  bevételi és kritikai szempontból is megbukott. Egyesek a forgatókönyvet, az esztétikát, és a színészek előadásmódját kritizálták, bár a sminkmesteri munka dicséretet kapott. Travolta alakítása is megosztotta a kritikusokat. A Metacritic oldalán a film értékelése 24% a 100-ból, amely 15 véleményen alapul. Ez az egyik olyan film, amely a Rotten Tomatoeson 0%-os minősítést kapott, 32 értékelés alapján.

### Arany Málna-jelölések
| Díjátadó             | Kategória                      | Jelölt(ek)                                              | Eredmény |
| -------------------- | ------------------------------ | ------------------------------------------------------- | -------- |
| 39. Arany Málna-gála | Legrosszabb film               | Randall Emmett, Marc Fiore, Michael Froch, George Furla | Jelölve  |
| 39. Arany Málna-gála | Legrosszabb rendező            | Kevin Connolly                                          | Jelölve  |
| 39. Arany Málna-gála | Legrosszabb forgatókönyv       | Lem Dobbs és Leo Rossi                                  | Jelölve  |
| 39. Arany Málna-gála | Legrosszabb férfi főszereplő   | John Travolta                                           | Jelölve  |
| 39. Arany Málna-gála | Legrosszabb női mellékszereplő | Kelly Preston                                           | Jelölve  |
| 39. Arany Málna-gála | Legrosszabb filmes páros       | Kelly Preston és John Travolta                          | Jelölve  |

## Fordítás
- Ez a szócikk részben vagy egészben  a   Gotti (2018 film) című angol Wikipédia-szócikk fordításán alapul.  Az eredeti cikk szerkesztőit annak laptörténete sorolja fel. Ez a jelzés csupán a megfogalmazás eredetét és a szerzői jogokat jelzi, nem szolgál a cikkben szereplő információk forrásmegjelöléseként.